# 星際基地市
博卡奇卡村（Boca Chica Village），前身是肯尼迪海岸（Kennedy Shores），後來又是哥白尼海岸（Kopernik Shores），是美國德克薩斯州卡梅倫郡的一個小型非建制地區。它位於德克薩斯州布朗斯維爾市以東20英里（32公里）處，是布朗斯維爾-哈林根-雷蒙德維爾和馬塔莫羅斯-布朗斯維爾大都市區的一部分。它位於德克薩斯州州際公路4號上，緊靠南灣潟湖以南，位於里奧格蘭德河口西北約兩英里（3.2公里）處。
博卡奇卡（Boca Chica）在西班牙語中的意思是“小嘴巴”，因為里奧格蘭德河的流量不大，在乾旱時嘴巴可能會完全消失。
該村莊被選為2014年SpaceX南德克薩斯發射場的建設地點。2021年3月，特斯拉執行長馬斯克宣布將在博卡奇卡村及其周圍的地區合併成名為「星際基地」的新城市。「星際基地」的範圍預計將包含現存的博卡奇卡村和其周邊地區，以及SpaceX的測試場與發射場；而SpaceX也向卡梅倫郡遞交將星際基地的周邊地區整合成城市的請求。當地的選民在2025年5月3日投票通過該提案，283名符合資格的選民當中共有212名贊成將基地周邊的地區合併成星際基地市。2025年5月20日，星際基地市正式成立。